# Bobsam Elejiko
Bobsam Elejiko (* 18. August 1981 in Lagos; † 13. November 2011 in Merksem, Provinz Antwerpen) war ein belgisch-nigerianischer Fußballspieler.

## Karriere
Elejiko begann seine Karriere bei den Stationary Stores in Lagos. Im Sommer 1999 nahm er beim spanischen Zweitligisten FC Málaga an einem Probetraining teil. Dieses bestand er und wechselte nach Abschluss des medizinischen Tests zum spanischen Verein, kam dort jedoch nicht über die Rolle im Amateurteam hinaus und wechselte deshalb im Juli 2000 in die deutsche Fußball-Oberliga Nordost zu FSV Wacker 90 Nordhausen. Nach einem Jahr in der Fußball-Oberliga Nordost entschied sich Elejiko für einen Wechsel nach Belgien zum Derde-Klasse-A-Team KV Turnhout. Dort absolvierte er in eineinhalb Jahren zwanzig Spiele und erzielte ein Tor, bevor er im Januar 2003 sich dem KVC Westerlo aus der Eerste Division anschloss. Bei Westerlo entwickelte er sich schnell zum Leistungsträger und spielte unter anderem mit dem Verein im UEFA Cup. Elejiko blieb vier Jahre beim KVC Westerlo und kam auf 70 Spiele, bis zu seinem Wechsel zu Royal Antwerpen im Juni 2007.
Im Sommer 2008 folgte er einem Angebot des portugiesischen Erstligisten SC Beira-Mar. Nachdem er in der ersten Hälfte der Saison 2008/2009 verletzungsbedingt nur ein Spiel bestritten hatte, wechselte er jedoch bereits im Frühjahr 2009 zurück nach Belgien zum KMSK Deinze. Er unterschrieb einen Vertrag bis zum Saisonende und kam bis zum Abschluss der Saison auf 14 Spiele für Deinze. Nach dem Ablauf seines Vertrages entschied er sich für einen Wechsel in die Eerste Klasse zu KV Red Star Waasland. Nach dem Vertragsende im Juni 2010 war Elejiko zunächst vereinslos, ehe er sich 2011 dem Merksem SC aus der Eerste Provinciale Antwerpen anschloss.

## Privates
Elejiko war mit einer Belgierin verheiratet und hatte mit ihr drei gemeinsame Kinder. Durch die Heirat besaß er neben dem nigerianischen Pass auch die belgische Staatsbürgerschaft.

## Tod
Elejiko brach im Heimspiel seines Vereins Koninklijke Merksem Sporting Club am 13. November 2011 gegen den FC Excelsior Kaart zusammen und verstarb noch auf dem Platz.